# Ganovenehre (1933)
Ganovenehre ist ein 1933 erstaufgeführter deutscher Spielfilm von Richard Oswald nach dem gleichnamigen Bühnenstück von Charles Rudolph mit Fritz Kampers, Rotraut Richter und Paul Heidemann in den Hauptrollen.

## Handlung
Der Berliner „Sparverein Biene“ ist eine sich „Ringverein“ nennende Verbrecherorganisation, die ihren ganz eigenen Gesetzen gehorcht und ähnlich wie die Mafia mit ihrem Prinzip der Omertà aufgebaut ist. Man kann dieser Organisation nur beitreten, aber niemals aus ihr austreten, denn „die Geheimnisse des Vereins müssen mit ins Grab genommen werden“. Wer dies dennoch versuchen sollte, ist des Todes und „zum Abschuss freigegeben“. Eines Tages gibt es einen Neuzugang, den soeben nach drei Jahren aus dem Zuchthaus entlassenen Geldschrankknacker Georg Posanke, genannt Artisten-Orje. Seine Braut Nelly, eine Bordsteinschwalbe, bringt ihn bei ihrer Freundin Olga unter, damit er erst einmal ein Dach über den Kopf bekommt. Sie sorgt auch dafür, dass Orje im „Sparverein Biene“ eine neue Heimat findet. Orje will jedoch nicht, wie Nelly es vorschlägt, zum Zuhälter werden, und ihm missfällt es auch, dass „sein Mädchen“ anschaffen geht und sich von irgendwelchen Typen besteigen lässt. Der etwas tumbe Orje lässt sich bald von Olga becircen und um den Finger wickeln, zumal ihr Zuhälter Seiden-Emil gerade auf Reisen ist. Nelly erwischt die beiden und verpetzt die untreue Olga bei Emil. Nun ist Orje sauer und verpasst Nelly eine Ohrfeige.
Dies hat schwere Konsequenzen. Denn da Nelly sich ein solches Verhalten nicht bieten lassen will, geht sie zum Vorstand des „Ringvereins“. Hier behauptet sie, dass Orje von Olga Geld genommen habe – ein nach den Statuten des „Sparvereins Biene“ schweres Vergehen, das mit einer drakonischen Strafe zu ahnden ist, da es den Ehrenkodex der Verbrecher, die „Ganovenehre“, verletze. Das sogenannte „Ehrengericht“ des Syndikats beschließt, dass Nelly und Olga Berlin verlassen müssen. Dies aber stößt bei Orje auf großen Widerstand, da er dieses Urteil als zutiefst ungerecht empfindet. So etwas will er, der sich für die Frauen vergeblich eingesetzt hatte, sich nicht gefallen lassen und erklärt nach wüsten Verbalattacken gegen das „Ehrengericht“ kurzerhand seinen Austritt aus dem „Sparverein Biene“. Dies aber bedeutet nicht weniger, als dass Orje gemäß den Vereinsstatuten aus dem Weg geräumt werden muss. Als im „Massagesalon“ ein Mordanschlag des tumb-brutalen Zahnbrecher-Arthur auf Artisten-Orje fehlschlägt, beschließt dieser, den Kampf gegen die Verbrecherorganisation im Alleingang aufzunehmen. Ehe jedoch die Polizei eintreffen und die Ganoven festnehmen kann, wird Orje von den eigenen Leuten – statutengemäß – erschossen.

## Produktionsnotizen
Ganovenehre, manchmal auch unter dem Langtitel Ganovenehre. Ein Film aus der Berliner Unterwelt geführt, wurde ab dem 15. Dezember 1932 in nur rund zwei Wochen Drehzeit in den UFA-Ateliers von Berlin-Tempelhof abgedreht und am 3. Februar 1933 in zwei Berliner Kinos uraufgeführt. In Wien lief der Streifen am 4. August 1933 unter dem Titel Geheimnisse der Unterwelt an.
Die von Walter Haag ausgeführten Filmbauten entwarf Franz Schroedter. Walter Zeiske war Produktions- und Aufnahmeleiter.
Im Winter 1965/66 drehte Wolfgang Staudte ein Remake von Ganovenehre mit Gert Fröbe und Mario Adorf in den Hauptrollen. Diese Version war deutlich komödiantischer als Oswalds Film angelegt und besaß überdies ein „Happy End“.

## Zensurentscheid
Der Film rief von staatlicher wie polizeilicher Seite erhebliche moralische Bedenken und starken Protest hervor. In von den Regierungen Preußens und Bayerns gestellten Anträgen vom 20. April 1933 hieß es dazu: „Der Bildstreifen hat eine unverkennbar entsittlichende und verrohende Wirkung. Er ist aber auch geeignet, die öffentliche Ordnung zu gefährden (…) Gerade der vorbeugende Charakter der Polizei aber, der dem Publikum persönlich wirksamen Schutz gewährleistet, kommt im Bildstreifen nicht zur Geltung. Der Bildstreifen ist daher geeignet, das Vertrauen in die staatliche Macht und damit die öffentliche Ordnung zu gefährden.“ Die Film-Oberprüfstelle gab diesem Antrag am 15. Mai 1933 statt, nicht zuletzt mit Hinweis auf die Richtlinien des frisch etablierten NS-Regimes. Dort heißt es: „Der neue Staat sei bemüht, das Uebel der in die Form harmloser Vereine gekleideten Zuhälterorganisationen an der Wurzel zu packen. Er werde ihr Bestehen nicht dulden. Somit entspreche der Bildstreifen nicht den heutigen Zeitverhältnissen und sei geeignet, den Zuschauer das Vertrauen zu nehmen, dass die Polizei alle Mittel zur Bekämpfung des Verbrechertums auszuschöpfen gewillt ist. Die Voraussetzung für eine erfolgreiche Arbeit der Polizei sei die tätige Mitwirkung des Publikums, die durch solche Darstellungen vermindert werde.“

## Kritik
Paimann’s Filmlisten resümierte: „… Nervenkitzel mit rohem Humor kontrastiert. Erst gegen Ende in einer Situationsschilderung packend. Die Regie verzichtet, reißerisch und wenig ambitionös, auf optische Durchdringung des Stoffes, verläßt sich allzuviel auf bloße Bühneneffekte. Trotz gelegentlicher Chargiertheit ziemlich echte Darstellung. (…) Guter Mittelfilm.“